# Marele Premiu al Austriei din 2018
Marele Premiu al Austriei din 2018 (cunoscut oficial ca Formula 1 Eyetime Großer Preis von Österreich 2018) a fost o cursă auto de Formula 1 ce s-a desfășurat pe 1 iulie 2018 pe circuitul Red Bull Ring din Spielberg, Austria. Cursa a fost cea de-a noua etapă a Campionatului Mondial de Formula 1 din 2018 și a fost pentru a treizeci și doua oară când a această cursă a avut loc în cadrul calendarului de Formula 1.
Pilotul Mercedes Lewis Hamilton a pornit în cursă având paisprezece puncte avans în fața lui Sebastian Vettel, în timp ce în clasamentul constructorilor, Mercedes avea 25 de puncte în fața celor de la Ferrari. Cursa a fost câștigată de Max Verstappen pentru Red Bull, fiind pentru prima dată când Red Bull a câștigat această cursă. De asemenea, în această cursă a fost pentru prima când ambele mașini Mercedes au abandonat de la Marele Premiul al Spaniei din 2016 precum și primul abandon al lui Hamilton de la Marele Premiu al Malaysiei din 2016.

## Calificări
Calificările au avut loc pe 30 iunie 2018, începând cu ora locală 15:00 CEST (UTC+2), ora 16:00 EEST.
| Poz.                  | Nr. | Pilot             | Constructor               | Timpi calificări | Timpi calificări | Timpi calificări | Grila finală |
| Poz.                  | Nr. | Pilot             | Constructor               | Q1               | Q2               | Q3               | Grila finală |
| --------------------- | --- | ----------------- | ------------------------- | ---------------- | ---------------- | ---------------- | ------------ |
| 1                     | 77  | Valtteri Bottas   | Mercedes                  | 1:04,175         | 1:03,756         | 1:03,130         | 1            |
| 2                     | 44  | Lewis Hamilton    | Mercedes                  | 1:04,080         | 1:03,577         | 1:03,149         | 2            |
| 3                     | 5   | Sebastian Vettel  | Ferrari                   | 1:04,347         | 1:03,544         | 1:03,464         | 6            |
| 4                     | 7   | Kimi Räikkönen    | Ferrari                   | 1:04,234         | 1:03,975         | 1:03,660         | 3            |
| 5                     | 33  | Max Verstappen    | Red Bull Racing-TAG Heuer | 1:04,273         | 1:04,001         | 1:03,840         | 4            |
| 6                     | 8   | Romain Grosjean   | Haas-Ferrari              | 1:04,242         | 1:04,059         | 1:03,892         | 5            |
| 7                     | 3   | Daniel Ricciardo  | Red Bull Racing-TAG Heuer | 1:04,723         | 1:04,403         | 1:03,996         | 7            |
| 8                     | 20  | Kevin Magnussen   | Haas-Ferrari              | 1:04,460         | 1:04,291         | 1:04,051         | 8            |
| 9                     | 55  | Carlos Sainz Jr.  | Renault                   | 1:04,948         | 1:04,561         | 1:04,725         | 9            |
| 10                    | 27  | Nico Hülkenberg   | Renault                   | 1:04,864         | 1:04,676         | 1:05,019         | 10           |
| 11                    | 31  | Esteban Ocon      | Force India-Mercedes      | 1:05,148         | 1:04,845         |                  | 11           |
| 12                    | 10  | Pierre Gasly      | Scuderia Toro Rosso-Honda | 1:05,011         | 1:04,874         |                  | 12           |
| 13                    | 16  | Charles Leclerc   | Sauber-Ferrari            | 1:04,967         | 1:04,979         |                  | 17           |
| 14                    | 14  | Fernando Alonso   | McLaren-Renault           | 1:04,965         | 1:05,058         |                  | LB           |
| 15                    | 18  | Lance Stroll      | Williams-Mercedes         | 1:05,264         | 1:05,286         |                  | 13           |
| 16                    | 2   | Stoffel Vandoorne | McLaren-Renault           | 1:05,271         |                  |                  | 14           |
| 17                    | 11  | Sergio Pérez      | Force India-Mercedes      | 1:05,279         |                  |                  | 15           |
| 18                    | 35  | Serghéi Sirótkin  | Williams-Mercedes         | 1:05,322         |                  |                  | 16           |
| 19                    | 28  | Brendon Hartley   | Scuderia Toro Rosso-Honda | 1:05,366         |                  |                  | 19           |
| 20                    | 9   | Marcus Ericsson   | Sauber-Ferrari            | 1:05,479         |                  |                  | 18           |
| Regula 107%: 1:08,565 |     |                   |                           |                  |                  |                  |              |
| Sursa:                |     |                   |                           |                  |                  |                  |              |

Note
- ^1 – Sebastian Vettel a primit o penalizare de trei locuri pe grila de start pentru că l-a împiedicat pe Carlos Sainz Jr. în Q2.
- ^2 – Charles Leclerc a primit o penalizare de trei locuri pe grila de start pentru o schimbare a cutiei de viteze neprogrmată.
- ^3 – Fernando Alonso a cerut să pornească de pe linia boxelor pentru a trece la o nouă specificație a ansamblului față și a unui nou MGU-K.
- ^4 – Brendon Hartley a primit o penalizare de 35 de locuri pe grila de start pentru că a depășit numărul de componente ale motorului.

## Cursa
Cursa a avut loc pe 1 iulie 2018, începând cu ora locală 15:00 CEST (UTC+2), ora 16:00 EEST, și a durat 71 de tururi.
| Poz.   | Nr. | Pilot             | Constructor               | Tururi | Timp/Retras               | Grilă | Puncte |
| ------ | --- | ----------------- | ------------------------- | ------ | ------------------------- | ----- | ------ |
| 1      | 33  | Max Verstappen    | Red Bull Racing-TAG Heuer | 71     | 1:21:56,024               | 4     | 25     |
| 2      | 7   | Kimi Räikkönen    | Ferrari                   | 71     | +1,504                    | 3     | 18     |
| 3      | 5   | Sebastian Vettel  | Ferrari                   | 71     | +3,181                    | 6     | 15     |
| 4      | 8   | Romain Grosjean   | Haas-Ferrari              | 70     | +1 tur                    | 5     | 12     |
| 5      | 20  | Kevin Magnussen   | Haas-Ferrari              | 70     | +1 tur                    | 8     | 10     |
| 6      | 31  | Esteban Ocon      | Force India-Mercedes      | 70     | +1 tur                    | 11    | 8      |
| 7      | 11  | Sergio Pérez      | Force India-Mercedes      | 70     | +1 tur                    | 15    | 6      |
| 8      | 14  | Fernando Alonso   | McLaren-Renault           | 70     | +1 tur                    | LB    | 4      |
| 9      | 16  | Charles Leclerc   | Sauber-Ferrari            | 70     | +1 tur                    | 17    | 2      |
| 10     | 9   | Marcus Ericsson   | Sauber-Ferrari            | 70     | +1 tur                    | 18    | 1      |
| 11     | 10  | Pierre Gasly      | Scuderia Toro Rosso-Honda | 70     | +1 tur                    | 12    |        |
| 12     | 55  | Carlos Sainz Jr.  | Renault                   | 70     | +1 tur                    | 9     |        |
| 13     | 35  | Serghéi Sirótkin  | Williams-Mercedes         | 69     | +2 tururi                 | 16    |        |
| 14     | 18  | Lance Stroll      | Williams-Mercedes         | 69     | +2 tururi                 | 13    |        |
| 15     | 2   | Stoffel Vandoorne | McLaren-Renault           | 65     | Avarii                    | 14    |        |
| Ab     | 44  | Lewis Hamilton    | Mercedes                  | 62     | Presiunea combustibilului | 2     |        |
| Ab     | 28  | Brendon Hartley   | Scuderia Toro Rosso-Honda | 54     | Hidraulice                | 19    |        |
| Ab     | 3   | Daniel Ricciardo  | Red Bull Racing-TAG Heuer | 53     | Eșapament                 | 7     |        |
| Ab     | 77  | Valtteri Bottas   | Mercedes                  | 13     | Hidraulice                | 1     |        |
| Ab     | 27  | Nico Hülkenberg   | Renault                   | 11     | Motor                     | 10    |        |
| Sursa: |     |                   |                           |        |                           |       |        |

Note
- ^1 – Lance Stroll a terminat pe locul 13, dar i s-au adăugat 10 secunde pentru că a ignorat steagurile albastre.
- ^2 – Stoffel Vandoorne s-a retras din cursă, dar a fost inclus în clasament întrucât a parcurs mai mult de 90% din distanță.

## Clasamentele campionatelor după cursă
|   | Poz. | Pilot            | Puncte |
| - | ---- | ---------------- | ------ |
| 1 | 1    | Sebastian Vettel | 146    |
| 1 | 2    | Lewis Hamilton   | 145    |
| 2 | 3    | Kimi Räikkönen   | 101    |
| 1 | 4    | Daniel Ricciardo | 96     |
| 1 | 5    | Max Verstappen   | 93     |

|   | Poz. | Constructor               | Puncte |
| - | ---- | ------------------------- | ------ |
| 1 | 1    | Ferrari                   | 247    |
| 1 | 2    | Mercedes                  | 237    |
|   | 3    | Red Bull Racing-TAG Heuer | 189    |
|   | 4    | Renault                   | 62     |
| 1 | 5    | Haas-Ferrari              | 49     |